# توماس تانر
توماس تانر (بالإنجليزية: Thomas Tanner)‏ هو سياسي نيوزلندي، ولد في 1830، وتوفي في 1918. انتخب عضو مجلس النواب النيوزيلندي.